# Frank Pfütze
Frank Pfütze (República Democrática Alemana, 15 de enero de 1959-20 de enero de 1991) fue un nadador alemán especializado en pruebas de estilo libre, donde consiguió ser subcampeón olímpico en 1980 en los 4 × 200 metros estilo libre.

## Carrera deportiva
En el Campeonato Mundial de Natación de 1975 celebrado en Cali ganó el bronce en los 400 metros estilo libre, con un tiempo de 4:01.10 segundos, tras los estadounidenses Tim Shaw y Bruce Furniss; cinco años después, en los Juegos Olímpicos de Moscú 1980 ganó la medalla de plata en los relevos de 4 × 200 metros estilo libre, con un tiempo de 7:28.60 segundos, tras la Unión Soviética (oro) y por delante de Brasil (bronce), siendo sus compañeros de equipo los nadadores: Jörg Woithe, Detlev Grabs, Rainer Strohbach y Frank Kühne.